# ريفا (لاعب كرة قدم)
ريفا هو لاعب كرة قدم برازيلي، ولد في 4 مايو 1944. لعب مع نادي فلومينينسي.

## روابط خارجية
- ريفا على موقع أوليمبيديا (الإنجليزية)